# Borolia amens
Borolia amens är en fjärilsart som beskrevs av Achille Guenée 1852. Borolia amens ingår i släktet Borolia och familjen nattflyn. Inga underarter finns listade i Catalogue of Life.